# Шепель, Александр Иванович
Алекса́ндр Ива́нович Шепель (28 мая 1953, Никополь, Днепропетровская область — 19 марта 2018) — российский орнитолог, доктор биологических наук (1997), профессор Пермского университета, почётный работник высшего профессионального образования Российской Федерации (2012).

## Биография
В 1975 году окончил биологический факультет Пермского государственного университета. В 1981 году защитил кандидатскую диссертацию «Биология хищных птиц и сов в условиях антропогенного ландшафта (Пермской области)».
В 1981 году стал младшим научным сотрудником, в 1983 году — старшим научным сотрудником, с 1986 года — доцент.
С 1997 года — доктор биологических наук (диссертация «Хищные птицы и совы в экосистемах лесной зоны»), профессор кафедры зоологии позвоночных и экологии ПГУ.
С 1998 года — действительный член Международной академии наук экологии и безопасности жизнедеятельности.
С 1999 года — председатель Пермского отделения Союза охраны птиц России.

## Основные работы
Опубликовал более 100 работ, в том числе 9 учебно-методических пособий и монографию:
- Животные Прикамья : учебное пособие / под общ. ред. А. И. Шепеля. Пермь: Книжный мир, 2001.
- Сокровища Пермского края: По страницам Красной книги Пермской области / [под общ. ред. А. И. Шепеля; Деп. по науке и образованию Перм. области]. Пермь: Кн. мир, 2005. 160 с.
- Жемчужины Прикамья. По страницам Красной книги Пермской области / Упр. по охране окружающей среды Перм. обл., Перм. гос. ун-т, Перм. гос. пед. ун-т; под ред. Л. И. Харуна и др. Пермь: Б. и., 2003. 128 с.
- Животный мир Вишерского края: Позвоночные животные / А. И. Шепель [и др.]. Пермь: Кн. мир, 2004.
- Хищные птицы и совы Пермского Прикамья / А. И. Шепель; Перм. обл. комитет по охране природы. - Иркутск : Изд-во Иркут. ун-та, 1992. - 296 с. : ил. - Библиогр.: с. 271–295. ISBN 5-7430-0369-6
- Животный мир заказника «Предуралье» (позвоночные): Учеб. — метод. пособие / Перм. гос. ун-т; авт.- сост. А. И. Шепель, Е. А. Зиновьев. Пермь: Перм. гос. ун-т, 1999. 144 с.
- Биоразнообразие и экология позвоночных. Птицы Пермского края : метод. пособие для учеб. практики / Федер. агентство по образованию, Перм. гос. ун-т; [авт.-сост.: С. А. Мандрица, А. И. Шепель]. Пермь: ПГУ, 2007. 64 с.
- Биоразнообразие и экология позвоночных. Млекопитающие : учеб.-метод. пособие для курса «Позвоночные Урала», учеб. практики и большого практикума по «Биоразнообразию позвоночных» / Федер. агентство по образованию, Перм. гос. ун-т; сост. С. А. Мандрица, А. И. Шепель. Пермь: Перм. гос. ун-т, 2007. 68 с.
- Биоразнообразие и экология позвоночных. Животный мир заказника «Предуралье»: учеб. пособие для учеб. практики «Биоразнообразие и экология позвоночных» / А. И. Шепель, Е. А. Зиновьев ; Федер. агентство по образованию, Перм. гос. ун-т. Пермь: Перм. гос. ун-т, 2007. 136 с.: ил. Библиогр.: с. 119.
- Заповедник Вишерский: итоги и перспективы исследований (15 лет с основания) / Федер. агентство по образованию, Перм. гос. ун-т, Гос. природ. заповедник "Вишерский"; [под общ. ред. Е. А. Зиновьева]. Пермь: Перм. гос. ун-т, 2006. 157 с.: рис., табл. Библиогр. в конце ст. ISBN 5-7944-0654-2.
- Биоразнообразие позвоночных Пермского края. Определитель позвоночных Пермского края : учебное пособие для летней практики / С. А. Мандрица [и др.] ; Федеральное агентство по образованию, Пермский государственный университет. Пермь : [б. и.], 2008. 164 с. : ил. Библиогр.: с. 127—128.
- Красная книга Пермского края / М-во градостроительства и развития инфраструктуры Перм. края, Упр. по охране окружающей среды Перм. края, Перм. гос. ун-т, Перм. гос. пед. ун-т, Перм. гос. с.-х. акад.; редкол. А. И. Шепель и др. Пермь: Книжный мир, 2008. 256 с.: цв.ил. ISBN 978-5-903-861-05-7.
- Охрана хищных птиц = Conservation of birds of prey : (материалы I совещания по экологии и охране хищных птиц, Москва, 16-18 февраля 1983 г.) / Московское общество испытателей природы, Орнитологический комитет СССР, ВНИИприрода МСХ СССР, МГПИ им. В. И. Ленина; ред. В. Е. Флинт. М.: Наука, 1983. 172 с.

## Награды
- Премия Пермской области имени Василия Николаевича Прокошева (за цикл работ «Исследование видового разнообразия и разработка методов охраны животного мира Пермской области»), 2006 год.[2]
- Почётный работник высшего профессионального образования Российской Федерации (2008).